# Vietnam's Next Top Model
Vietnam's Next Top Model – Người mẫu Việt Nam (còn được gọi tắt là VNTM) là một chương trình truyền hình thực tế được mua bản quyền dựa trên phiên bản gốc America's Next Top Model được sáng lập bởi siêu mẫu Tyra Banks. 
Chương trình được sản xuất bởi công ty truyền thông MultiMedia và được phát sóng trên kênh VTV3 từ 30/09/2010 đến nay. Đây là một cuộc tranh tài quy tụ các cô gái, chàng trai (từ mùa 4 đến mùa 7) trẻ khắp quốc gia có ước mơ trở thành người mẫu và nhằm tìm kiếm và trao danh hiệu Người mẫu Việt Nam - Vietnam's Next Top Model.
Trong 9 mùa giải, các siêu mẫu hoặc diễn viên như Xuân Lan, Hà Anh, Thanh Hằng & Trương Ngọc Ánh cầm trịch vai trò host và giám khảo của chương trình. Có thể nói, Vietnam's Next Top Model là chương trình truyền hình thực tế với số mùa giải lớn nhất hiện nay tại Việt Nam. Hơn thế nữa, chương trình cũng chính là tiền đề của các người mẫu bước ra cuộc thi này phát triển nghề trong và ngoài nước với tiêu chuẩn quốc tế.

## Thay đổi
Mùa thi thứ 3 (năm 2012) có 7 thí sinh lọt vào bán kết (do Nguyễn Ngân được trở lại cuộc thi tại chuyến đi New York Fashion Week). Trước đêm chung kết, chương trình loại 4 cô gái.
Mùa thi thứ 4 (năm 2013), khởi đầu cho sự góp mặt của các thí sinh nam, Việt Nam trở thành quốc gia thứ 2 có thí sinh nam tham gia sau bản gốc của Mỹ. Có 4 thí sinh tham gia đêm chung kết, hai nam hai nữ.
Mùa thi thứ 5 (năm 2014), đêm chung kết có sự tham gia của 5 thí sinh, sau phần thi catwalk, BGK quyết định loại 3 thí sinh để chọn ra top 2. Bất ngờ chính là trong mùa này có tới 2 nhà vô địch và thí sinh Quang Hùng đã trở thành nhà vô địch nam đầu tiên trong lịch sử Vietnam's Next Top Model.
Mùa thi thứ 6 (năm 2015), lần đầu tiên vòng thi Casting diễn ra 2 khu vực mới là Đà Nẵng và Cần Thơ. Host năm nay là Thanh Hằng, nhiếp ảnh gia Samuel Hoàng tham gia tuyển chọn 4 địa điểm, các giám khảo còn lại gồm có nhà thiết kế và quán quân, á quân của mùa trước làm giám khảo khách mời qua vòng tuyển chọn khu vực. Giám khảo thứ 3 là NTK Adrian Anh Tuấn. Phần thi chụp hình diễn ra trước rồi đến phần thi phỏng vấn. Các thí sinh mới lọt vào nhà chung bắt đầu thay đổi diện mạo để bắt đầu thử thách của chương trình.
Mùa thi thứ 7 (năm 2016), lần đầu tiên chương trình hạ chỉ tiêu về chiều cao cho các thí sinh vào nhà chung. Cụ thể là từ 170 cm xuống còn 160 cm đối với nữ và 175 cm xuống còn 170 cm đối với nam. Tuy nhiên, thí sinh La Thanh Thanh được đặc cách vào nhà chung trong khi cô chỉ cao 154 cm. Khác so với các mùa giải trước, chương trình tạo điều kiện cho một trong những thí sinh bị loại khỏi cuộc thi được trở lại đêm chung kết qua bình chọn trên trang Web truyền thông kênh 14 cùng với tin nhắn SMS.
Mùa thi thứ 8 (năm 2017), lần đầu tiên sẽ là cuộc tranh tài giữa các cựu thí sinh nhiều mùa giải trước với những người mẫu casting "Top Model Online". Và đây là mùa trở lại chỉ có thí sinh nữ tham gia và không có vòng casting sơ tuyển, thay thế là vòng casting Top Model Online, người chiến thắng sẽ tới thẳng ngôi nhà chung của chương trình. Thí sinh Hồng Anh đã chiến thắng cuộc thi bằng việc khán giả bình chọn, ngoài ra ban tổ chức đã chọn thêm một cô gái được vào vòng trong để đối đầu với những người mẫu cũ đó là Phương Oanh - thí sinh nhỏ tuổi nhất nhà chung.

## Giám khảo chính
| Giám khảo       | Mùa            | Mùa            | Mùa            | Mùa            | Mùa            | Mùa            | Mùa            | Mùa              | Mùa            |
| Giám khảo       | 1 (2010)       | 2 (2011)       | 3 (2012)       | 4 (2013)       | 5 (2014)       | 6 (2015)       | 7 (2016)       | 8 (2017)         | 9 (2025)       |
| Hà Anh          | Host/Giám khảo |                |                |                |                |                |                |                  |                |
| Đức Hải         | Giám khảo      |                |                |                |                |                |                |                  |                |
| Huy Võ          | Giám khảo      |                |                |                |                |                |                |                  |                |
| Xuân Lan        |                | Host/Giám khảo | Host/Giám khảo |                | Host/Giám khảo |                |                |                  |                |
| Nam Trung       |                | Giám khảo      | Giám khảo      | Giám khảo      | Giám khảo      |                |                | Giám khảo        | Giám khảo      |
| Đỗ Mạnh Cường   |                | Giám khảo      | Giám khảo      | Giám khảo      |                |                |                |                  | Giám khảo      |
| Phạm Hoài Nam   |                | Giám khảo      | Giám khảo      |                |                |                |                |                  |                |
| Thanh Hằng      |                |                |                | Host/Giám khảo |                | Host/Giám khảo | Host/Giám khảo |                  | Host/Giám khảo |
| Adam William    |                |                |                | Giám khảo      | Giám khảo      |                |                |                  |                |
| Hương Color     |                |                |                |                | Giám khảo      |                |                |                  |                |
| Samuel Hoàng    |                |                |                |                |                | Giám khảo      | Giám khảo      |                  |                |
| Adrian Anh Tuấn |                |                |                |                |                | Giám khảo      |                |                  |                |
| Lý Quý Khánh    |                |                |                |                |                |                | Giám khảo      |                  |                |
| Hà Đỗ           |                |                |                |                |                |                | Giám khảo      |                  | Giám khảo      |
| Trương Ngọc Ánh |                |                |                |                |                |                |                | Host/Giám khảo   |                |
| Võ Hoàng Yến    |                |                |                |                |                |                |                | Mentor/Giám khảo |                |
| --------------- | -------------- | -------------- | -------------- | -------------- | -------------- | -------------- | -------------- | ---------------- | -------------- |

## Các mùa thi
| Mùa thi | Ngày công chiếu     | Quán quân                     | Á quân                                         | Thứ tự thí sinh bị loại | Số thí sinh | Điểm đến quốc tế    |
| ------- | ------------------- | ----------------------------- | ---------------------------------------------- | --- | ----------- | ------------------- |
| 1       | 30 tháng 9 năm 2010 | Khiếu Thị Huyền Trang         | Nguyễn Thị Tuyết Lan                           | Lại Thị Thanh Hương & Trần Lê Hoài Thương, Bùi Thị Thu Thùy, Nguyễn Thanh Hằng, Bùi Thị Hoàng Oanh, Nguyễn Diệp Anh, Hồ Mỹ Phương, Phạm Thị Hương, Nguyễn Giáng Hương, Đàm Thu Trang, Trần Thị Thu Hiền, Đỗ Thị Thanh Hoa, Nguyễn Thu Thủy                                                        | 15          | Không có            |
| 2       | 25 tháng 9 năm 2011 | Hoàng Thị Thùy                | Nguyễn Thị Trà My                              | Lưu Khánh Linh, Kikki Lê, Huỳnh Thị Kim Tuyền, Dương Thị Dung, Nguyễn Thị Hoàng Oanh & Phan Ngọc Phương Nghi, Nguyễn Thùy Dương, Lê Thị Phương & Trần Thanh Thủy, Nguyễn Thị Tuyết, Nguyễn Thị Phương Anh, Nguyễn Thị Thùy Trang, Lê Thị Thúy                                                     | 15          | Singapore Băng Cốc  |
| 3       | 19 tháng 8 năm 2012 | Mai Thị Giang                 | Kha Mỹ Vân                                     | Nguyễn Thi Châm, Nguyễn Thi Hằng, Lương Thị Kim Loan, Cao Thị Hà & Lê Thị Hằng, Lê Thanh Thảo, Đỗ Thu Hà, Vũ Thị Minh Nguyệt, Nguyễn Thị Ngân & Dương Thị Thanh & Nguyễn Thị Ngọc Thúy & Nguyễn Thị Nhã Trúc, Cao Thị Thiên Trang                                                                 | 15          | New York            |
| 4       | 6 tháng 10 năm 2013 | Mâu Thị Thanh Thủy            | Vũ Tuấn Việt                                   | Ngô Thị Quỳnh Mai & Đỗ Thị Kim Ngân & Lê Uyên Phương Thảo & Nguyễn Quốc Minh Tòng, Tạ Thúc Bình & Phan Thị Thùy Linh, Phạm Thị Kim Thoa, Trần Mạnh Kiên, Đinh Hà Thu & Nguyễn Trần Trung, Nguyễn Thị Thanh, Trần Quang Đại, Nguyễn Thị Hằng & Dương Mạc Anh Quân, Lê Văn Kiên & Nguyễn Thị Chà Mi | 18          | Singapore Paris     |
| 5       | 1 tháng 11 năm 2014 | Tạ Quang Hùng Nguyễn Thị Oanh | Phạm Duy Anh Cao Thị Ngân Tiêu Ngọc Linh       | Hồ Văn Năm & Nguyễn Văn Thắng, Nguyễn Thị Thanh Tuyền, Lê Đức Anh, Lê Thị Kim Dung, Trần Yến Nhi & Phạm Công Toàn, Chế Nguyễn Quỳnh Châu & Lê Đăng Khánh, Phạm Tấn Khang, Đặng Văn Hội | 16          | Băng Cốc Milan Rome |
| 6       | 2 tháng 8 năm 2015  | Nguyễn Thị Hương Ly           | Võ Thành An Nguyễn Thị Hợp Lương Thị Hồng Xuân | Nguyễn Thành Quốc, Trần Hải Đăng & Nguyễn Thị Kim Phương, Hoàng Gia Anh Vũ, Hoàng Anh Tú, H'Hen Niê & Đào Thị Thu, Nguyễn Thị Hồng Vân, K’ Brơi & Đinh Đức Thành | 14          | Singapore Rome      |
| 7       | 17 tháng 7 năm 2016 | Nguyễn Thị Ngọc Châu          | Nguyễn Huy Quang La Thanh Thanh                | Nguyễn Thị Thuỳ Dung & Phạm Gia Long, Nguyễn Duy Minh & Trương Bùi Hoài Nam & Hà Thị Út Trang, Nguyễn Anh Thư, Hoàng Minh Tùng, Bùi Huy Dương & Nguyễn Thị Phương, Vũ Trần Kim Nhã, Trần Thị Thùy Trâm, Trịnh Thu Hường & Nguyễn Thiếu Lan, Nguyễn Minh Phong & Trần Thị Thùy Trang               | 18          | Sydney              |
| 8       | 24 tháng 6 năm 2017 | Lê Thị Kim Dung               | Nguyễn Thùy Dương Nguyễn Thị Chà Mi            | Nguyễn Thị Phương Oanh, Lương Thị Hồng Xuân, Nguyễn Hồng Anh & Trần Thị Thùy Trâm, Nguyễn Thị Hoàng Oanh, Lại Thị Thanh Hương, Kikki Lê, Nguyễn Thị Hợp, Cao Thị Ngân & Cao Thị Thiên Trang | 13          | Seoul               |
| 9       | 3 tháng 8 năm 2025  |                               |                                                | Trương Thị Huyền Thương, Phạm Hoài An & Trần Tâm Thanh Vẫn còn trong cuộc thi Lê Ngọc Ái Băng, Trần Thị Ngọc Diệp, Đỗ Phùng Hương Giang, Ngô Thị Hằng, Lại Mai Hoa, Lê Mi Lan, Trương Thị Tuyết Mai, Lê Minh Trà My, Vũ Mỹ Ngân, Lê Thị Bảo Ngọc, Dương Kim Thanh, Đỗ Thu Uyên                    | 15          | Paris               |

### Top Model Online
| Mùa thi | Chiến thắng                              | Số thí sinh    |
| ------- | ---------------------------------------- | -------------- |
| 1(2016) | Vũ Trần Kim Nhã                          | Nhiều thí sinh |
| 2(2017) | Nguyễn Thị Phương Oanh & Nguyễn Hồng Anh | Nhiều thí sinh |
| 3(2019) | Phạm Văn Thoại                           | Nhiều thí sinh |
| 4(2024) | Lại Mai Hoa                              | Nhiều thí sinh |

## Giải thưởng

### 2010
Giải thưởng cho quán quân mùa thứ 1 (năm 2010) bao gồm:.
- 1 hợp đồng người mẫu độc quyền với CA Models trong 2 năm trị giá 1 tỷ đồng
- Xuất hiện trên trang bìa tạp chí Her World
- Tham gia chuyến đào tạo người mẫu ngắn hạn với công ty Wilhelmina Models tại New York
- 1 thẻ VIP Diamond Membership có giá trị trong vòng 2 năm tại tất cả các trung tâm California Fitness & Yoga trên toàn thế giới trị giá 300 triệu đồng
- 1 chiếc nhẫn kim cương từ Unique Jewelry trị giá 200 triệu đồng
- 2 năm sử dụng mỹ phẩm Revlon trị giá 200 triệu đồng
- 1 chiếc xe Piaggio Vespa LX 150

### 2011
Giải thưởng cho quán quân mùa thứ 2 (năm 2011) bao gồm:
- 1 hợp đồng người mẫu độc quyền với BeU Models trị giá 1 tỷ đồng
- Chụp ảnh bìa cho tạp chí Her World kèm phần thưởng tiền mặt trị giá 200 triệu đồng
- 1 chuyến đi đào tạo ngắn hạn tại Paris được tài trợ bởi Bourjois Paris
- 1 thẻ White Diamond Membership có giá trị trong vòng 2 năm tại tất cả các trung tâm California Fitness & Yoga trên toàn thế giới trị giá 300 triệu đồng
- Cùng nhiều phần thưởng giá trị khác.

### 2012
Top 7 thí sinh xuất sắc nhất được đưa sang New York để tham gia các buổi casting cho New York Fashion Week và một số công ty người mẫu do Công ty quản lý và đào tạo người mẫu Beu Models và tạp chí Cosmopolitan tài trợ.
Giải thưởng cho quán quân mùa thứ 3 (năm 2012) bao gồm:
- 1 hợp đồng người mẫu độc quyền với BeU Models trong 2 năm trị giá 1 tỷ đồng
- Xuất hiện trên bìa tạp chí Cosmopolitan và nhận giải thưởng 200 triệu đồng từ tạp chí
- 1 năm sử dụng mỹ phẩm Shiseido và một chuyến đào tạo ngắn hạn tại Tokyo do Shisheido tài trợ
- 1 thẻ White Diamond Membership có giá trị trong vòng 2 năm tại tất cả các trung tâm California Fitness & Yoga trên toàn thế giới trị giá 300 triệu đồng
- Cùng nhiều phần thưởng giá trị khác.

### 2013
Top 4 thí sinh xuất sắc nhất sẽ được trải nghiệm tới Paris do Công ty quản lý và đào tạo người mẫu Beu Models và tạp chí F - Fashion tài trợ.
Giải thưởng cho quán quân mùa thứ 4 (năm 2013) lên đến 2 tỷ đồng bao gồm:
- 1 hợp đồng người mẫu độc quyền với BeU Models trong 2 năm trị giá 1 tỷ đồng
- Xuất hiện trên trang bìa của tạp chí F - Fashion và nhận giải thưởng 200 triệu đồng từ tạp chí
- 1 hợp đồng đại diện độc quyền cho Nokia trong 1 năm trị giá 200 triệu đồng
- Được sử dụng miễn phí các dòng điện thoại mới nhất từ Nokia trong 1 năm trị giá 100 triệu đồng
- Giải thưởng trị giá 200 triệu đồng từ Bourjois Paris (bao gồm 100 triệu đồng tiền mặt và 100 triệu đồng sản phẩm)
- 1 năm sử dụng dịch vụ làm đẹp và chăm sóc da miễn phí tại Pamas - Beauty Clinic trị giá 300 triệu đồng
- 1 năm ở tại căn hộ cao cấp 5 sao tại The Vista thuộc tập đoàn CapitaLand
- Cùng rất nhiều giải thưởng hấp dẫn khác

### 2014
Top 5 thí sinh xuất sắc nhất sẽ được trải nghiệm tới Milan do Công ty quản lý và đào tạo người mẫu Beu Models và tạp chí F- Fashion tài trợ.
Giải thưởng cho quán quân mùa thứ 5 (năm 2014) bao gồm:
- 1 hợp đồng người mẫu độc quyền với BeU Models trong 2 năm
- Xuất hiện trên trang bìa của tạp chí F - Fashion và nhận giải thưởng 200 triệu đồng từ tạp chí
- 1 hợp đồng quảng cáo cho Canifa trong 1 năm trị giá 200 triệu đồng
- 1 hợp đồng đại diện độc quyền cho Nokia Lumia trong 1 năm trị giá 300 triệu đồng
- Được sử dụng miễn phí các dòng điện thoại mới nhất từ Microsoft
- 1 thẻ thành viên Centuryon Membership từ trung tâm trung tâm California Fitness & Yoga
- Giải thưởng tiến mặt trị giá 100 triệu đồng từ Bourjois Paris
- Cùng rất nhiều giải thưởng hấp dẫn khác

### 2015
Top 4 thí sinh xuất sắc nhất sẽ được trải nghiệm tới Rome do Công ty quản lý và đào tạo người mẫu Beu Models và tạp chí Harper's Bazaar tài trợ.
Giải thưởng cho quán quân mùa thứ 6 (năm 2015) bao gồm:
- 1 hợp đồng người mẫu độc quyền với BeU Models
- Xuất hiện trên trang bìa của tạp chí Harper's Bazaar và nhận giải thưởng 200 triệu đồng từ tạp chí
- 1 hợp đồng quảng cáo cho Canifa trong 1 năm trị giá 200 triệu đồng
- Sẽ trở thành người mẫu mở màn cho Tuần lễ thời trang quốc tế tại Việt Nam – Vietnam International Fashion Week 2015
- 1 phiếu mua hàng trị giá 100 triệu đồng từ nhãn hàng thời trang Eva de Eva tại các hệ thống cửa hàng trên toàn quốc
- 1 phiếu mua hàng trị giá 100 triệu đồng từ Phố Xinh
- 1 năm ở tại Căn hộ cao cấp Dragon Hill Residence and Suites thuộc công ty cổ phần địa ốc Phú Long
- Cùng nhiều giải thưởng có giá trị khác dành cho những thí sinh xuất sắc nhất trong mỗi thử thách

### 2016
Top 4 thí sinh xuất sắc nhất được trải nghiệm tại Sydney do nhãn hàng Canifa tài trợ.
Giải thưởng cho quán quân mùa thứ 7 (năm 2016) bao gồm:
- 1 hợp đồng người mẫu độc quyền với BeU Models trong 2 năm
- Xuất hiện trên trang bìa của tạp chí Harper's Bazaar
- 1 hợp đồng quảng cáo cho Ivy Moda trong 1 năm trị giá 500 triệu đồng
- 1 hợp đồng quảng cáo với thương hiệu ‪#MyYouth của Hanvico trị giá 100 triệu đồng
- Sẽ trở thành người mẫu mở màn cho Tuần lễ thời trang quốc tế Việt Nam – Vietnam International Fashion Week Thu Đông 2016 tại Hà Nội
- 1 thẻ thành viên VIP kèm Huấn luyện Viên cá nhân tại trung tâm thể dục thể thao của Elite Fitness & Spa trên cả nước trong 1 năm với trị giá 200 triệu đồng
- Giải thưởng tiến mặt trị giá 100 triệu đồng từ Phố Xinh
- Giải thưởng tiến mặt trị giá 100 triệu đồng và 1 năm sử dụng trang sức từ PNJ

### 2017
Top 3 thí sinh xuất sắc nhất sẽ được đặt chân đến Seoul.
Giải thưởng cho quán quân mùa thứ 8 (năm 2017) bao gồm:
- 1 hợp đồng làm việc 3 năm với công ty quản lý và đào tạo người mẫu YG KPLUS dưới sự bảo trợ của BeU Models
- Xuất hiện trên trang bìa của tạp chí Harper's Bazaar
- Sẽ trở thành người mẫu mở màn cho Tuần lễ thời trang quốc tế Việt Nam – Vietnam International Fashion Week Thu Đông 2017 tại Hà Nội
- 1 phiếu mua hàng trị giá 100 triệu đồng từ Phố Xinh
- Sẽ được trải nghiệm tại một trong những cánh đồng bông lớn nhất nước Mỹ do Canifa tài trợ

### 2025
Top những thí sinh xuất sắc nhất sẽ được trải nghiệm tới Paris do Công ty quản lý và đào tạo người mẫu Beu Models và tạp chí Harper's Bazaar tài trợ.
Giải thưởng cho quán quân mùa thứ 9 (năm 2025) bao gồm:
- 1 hợp đồng người mẫu độc quyền với BeU Models trong 2 năm
- Xuất hiện trên trang bìa của tạp chí Harper's Bazaar
- Một hợp đồng làm việc với nước giặt xả Chanté và sẽ được chụp hình quảng cáo tại Paris
- Sẽ trở thành người mẫu mở màn cho Tuần lễ Thời trang Quốc tế Việt Nam – Vietnam International Fashion Week Thu Đông 2025
- Tham gia khoá học "Xây dựng và định hình phong cách" của Image Coach
- Giải thưởng tiền mặt trị giá 300 triệu đồng
- Chuyến đi trải nghiệm tại 4 kinh đô thời trang danh giá trên thế giới của New York, Paris, Milan & Luân Đôn

## Kết quả cuộc thi

### Bảng xếp hạng cá nhân
| Năm  | Vietnam's Next Top Model                             | Á quân                                                                                     | Á quân 2                                                    | Số người dự thi |
| 2010 | Khiếu Thị Huyền Trang (Bắc Giang)                    | Nguyễn Thị Tuyết Lan (Thành phố Hồ Chí Minh)                                               | Nguyễn Thu Thủy (Hà Nội)                                    | 15              |
| 2011 | Hoàng Thị Thùy (Thanh Hóa)                           | Nguyễn Thị Trà My (Hà Nội)                                                                 | Lê Thị Thúy (Quảng Bình)                                    | 15              |
| 2012 | Mai Thị Giang (Hải Phòng)                            | Kha Mỹ Vân (Thành phố Hồ Chí Minh)                                                         | Cao Thị Thiên Trang (Thành phố Hồ Chí Minh)                 | 15              |
| 2013 | Mâu Thị Thanh Thủy (Thành phố Hồ Chí Minh)           | Vũ Tuấn Việt (Hải Dương)                                                                   | Nguyễn Thị Chà Mi (Phú Thọ) Lê Văn Kiên (Thanh Hóa)         | 18              |
| 2014 | Nguyễn Thị Oanh (Quảng Ninh) Tạ Quang Hùng (Gia Lai) | Cao Thị Ngân (Kiên Giang) Tiêu Ngọc Linh (Hải Dương) Phạm Duy Anh (Hà Nội)                 | Không                                                       | 16              |
| 2015 | Nguyễn Thị Hương Ly (Gia Lai)                        | Lương Thị Hồng Xuân (Bà Rịa - Vũng Tàu) Nguyễn Thị Hợp (Quảng Ninh) Võ Thành An (Lâm Đồng) | Không                                                       | 14              |
| 2016 | Nguyễn Thị Ngọc Châu (Tây Ninh)                      | Nguyễn Huy Quang (Hải Dương) La Thanh Thanh (Bình Dương)                                   | Trần Thị Thùy Trang (Hà Nội) Nguyễn Minh Phong (Tiền Giang) | 18              |
| 2017 | Lê Thị Kim Dung (Nam Định)                           | Nguyễn Thị Chà Mi (Phú Thọ) Nguyễn Thùy Dương (Thành phố Hồ Chí Minh)                      |                                                             | 13              |

### Bảng xếp hạng khu vực chiến thắng
| Tỉnh/Thành phố        | Số lượng | Năm chiến thắng |
| Gia Lai               | 2        | 2014, 2015      |
| Bắc Ninh              | 1        | 2010            |
| Thanh Hóa             | 1        | 2011            |
| Hải Phòng             | 1        | 2012            |
| Thành phố Hồ Chí Minh | 1        | 2013            |
| Quảng Ninh            | 1        | 2014            |
| Tây Ninh              | 1        | 2016            |
| Ninh Bình             | 1        | 2017            |

### Bảng xếp hạng khu vực về nhì
| Tỉnh/Thành phố        | Số lượng | Năm chiến thắng              |
| Thành phố Hồ Chí Minh | 6        | 2010, 2012, 2015, 2016, 2017 |
| Hà Nội                | 3        | 2010, 2011, 2014             |
| Hải Phòng             | 3        | 2013, 2014, 2016             |
| Phú Thọ               | 2        | 2013, 2017                   |
| Quảng Trị             | 1        | 2011                         |
| Thanh Hóa             | 1        | 2013                         |
| An Giang              | 1        | 2014                         |
| Lâm Đồng              | 1        | 2015                         |
| Quảng Ninh            | 1        | 2015                         |

1. ↑  Kể từ ngày 12 tháng 6 năm 2025, tỉnh Bắc Giang trở thành một phần của tỉnh Bắc Ninh.
2. ↑  Kể từ ngày 12 tháng 6 năm 2025, tỉnh Nam Định trở thành một phần của tỉnh Ninh Bình.
3. ↑  Kể từ ngày 12 tháng 6 năm 2025, tỉnh Bà Rịa - Vũng Tàu trở thành một phần của Thành phố Hồ Chí Minh.
4. ↑  Kể từ ngày 12 tháng 6 năm 2025, tỉnh Bình Dương trở thành một phần của Thành phố Hồ Chí Minh.
5. 1 2 3  Kể từ ngày 12 tháng 6 năm 2025, tỉnh Hải Dương trở thành một phần của thành phố Hải Phòng.
6. ↑  Kể từ ngày 12 tháng 6 năm 2025, tỉnh Quảng Bình trở thành một phần của tỉnh Quảng Trị.
7. ↑  Kể từ ngày 12 tháng 6 năm 2025, tỉnh Kiên Giang trở thành một phần của tỉnh An Giang.

## Dự thi quốc tế
- : Đăng quang
- : Finalists
- : Semifinalists

| Cuộc thi                           | Tên                   | Danh hiệu                  | Thứ hạng        | Giải thưởng đặc biệt                                                              |
| ---------------------------------- | --------------------- | -------------------------- | --------------- | --------------------------------------------------------------------------------- |
| Asian Model Search 2011            | Nguyễn Thị Tuyết Lan  | Á quân 1 (2010)            | Winner          | Không                                                                             |
| Elite Model Look 2011              | Nguyễn Thị Tuyết Lan  | Á quân 1 (2010)            | Không đạt giải  | Không                                                                             |
| Asia's Next Top Model 2012         | Nguyễn Thị Thùy Trang | Top 4 (2011)               | Top 9           | Không                                                                             |
| Top Model Worldwide 2012           | Nguyễn Thị Trà My     | Á quân (2011)              | 3rd Runner-up   | Không                                                                             |
| Top Model of the World 2012        | Hoàng Thị Thùy        | Quán quân (2011)           | Top 15          | Best Catwalk Award                                                                |
| Miss Universe 2019                 | Hoàng Thị Thùy        | Quán quân (2011)           | Top 20          | Không                                                                             |
| Miss ASEAN 2013                    | Phạm Thị Hương        | Top 8 (2010)               | Không đạt giải  | Không                                                                             |
| Miss World Sport 2014              | Phạm Thị Hương        | Top 8 (2010)               | 1st Runner-up   | Không                                                                             |
| Miss Universe 2015                 | Phạm Thị Hương        | Top 8 (2010)               | Không đạt giải  | Không                                                                             |
| Asia's Next Top Model 2016         | Ngô Thị Quỳnh Mai     | Top 18 (2013)              | Top 12          | Không                                                                             |
| Miss All Nations 2016              | Lại Thị Thanh Huơng   | Top 15 (2010) Top 8 (2017) | Không đạt giải  | Best National Costume Twelve Beauties Award                                       |
| Mister Tourism World 2017          | Trần Mạnh Kiên        | Top 11 (2013)              | Top 14          | Best Runway Model                                                                 |
| Manhunt International 2022         | Trần Mạnh Kiên        | Top 11 (2013)              | 3rd Runner-up   | Best Swimwear Model                                                               |
| Miss Universe 2018                 | H'Hen Niê             | Top 9 (2015)               | Top 5           | Không                                                                             |
| Timeless Beauty 2018               | H'Hen Niê             | Top 9 (2015)               | Timeless Beauty | The Best in Swimsuit                                                              |
| Miss Supranational 2019            | Nguyễn Thị Ngọc Châu  | Quán quân (2016)           | Top 10          | 2nd Runner-up Place Miss Elegance Miss Supranational Asia Supra Chat with Valeria |
| Miss Universe 2022                 | Nguyễn Thị Ngọc Châu  | Quán quân (2016)           | Không đạt giải  | Swimsuit Cape Vote                                                                |
| Miss Supertalent of the World 2024 | Nguyễn Thị Thùy Dương | Top 9 (2011) Á quân (2018) | Top 7           | Không                                                                             |

## Top 5 các thí sinh xuất sắc nhất
- Quán quân của mùa 3 Mai Giang: Tính 3 FCO ở các tập 4, 12 và 14 cùng với 2 lần chiến thắng thử thách bao gồm: lần gọi tên đầu tiên cho dáng đi đẹp nhất ở tập 2 và thử thách book show ở tập 14 tính trong toàn bộ chương trình. Cô cũng là người trúng nhiều show nhất trong tuần lễ thời trang New York Fashion Week 2012. Quán quân Mai Giang hiện đang giữ kỷ lục là người xuất sắc nhất của tất cả các mùa Vietnam's Next Top Model.
- Á quân của mùa 7 La Thanh Thanh: Xếp thứ 2 với 3 FCO ở các tập 2, 8 và 11 cùng chiến thắng 2 thử thách ở tập 4 và 11.
- Top 5 của mùa 1 Trần Thị Thu Hiền: Xếp thứ 3 với 3 FCO ở các tập 3, 4 và 7 cùng với 1 lần chiến thắng thử thách ở tập 9.
- Á quân của mùa 5 Tiêu Ngọc Linh và Á quân của mùa 8 All Stars Nguyễn Thùy Dương: Cùng xếp thứ 4 với 2 FCO chụp đơn và 1 FCO chụp đôi (mùa 5: tập 7, tập 8 và tập 9 - mùa 8: tập 2, tập 10 và tập 11) đồng thời không chiến thắng thử thách cá nhân nào trong suốt chương trình.

## Kỉ lục trong cuộc thi
- Mùa 5 là mùa giải đầu tiên trong lịch sử các phiên bản Next Top thế giới xứng tên 2 quán quân là Tạ Quang Hùng và Nguyễn Thị Oanh.
- Nguyễn Thùy Dương mùa 8 All Stars, La Thanh Thanh mùa 7, Tiêu Ngọc Linh mùa 5, Trần Thị Thu Hiền mùa 1 đang là những thí sinh nắm giữ kỉ lục dành nhiều FCO nhất trong lịch sử cuộc thi với 3 tuần đứng nhất. Trong đó Tiêu Ngọc Linh là thí sinh duy nhất có 3 FCO liên tiếp.
- Nhã Trúc thí sinh đến từ mùa 3 là thí sinh thắng nhiều thử thách nhất chương trình với 5 lần chiến thắng.
- Nguyễn Thùy Dương mùa 8 All Stars phá kỉ lục được gọi tên ở vị trí thứ 3 trong 4 tuần liên tiếp (kỉ lục trước đó thuộc về quán quân mùa 2 Hoàng Thị Thùy).[5]
- Nguyễn Thị Chà Mi mùa 4, Võ Thành An mùa 6, Nguyễn Thị Ngọc Châu mùa 7, La Thanh Thanh mùa 7, Nguyễn Thùy Dương mùa 8 All Stars là những thí sinh chưa từng lọt nhóm nguy hiểm.